# Mon petit poney (série télévisée d'animation, 1986)
Pour les articles homonymes, voir My Little Pony et My Little Pony : Les amies, c'est magique.
Mon petit poney ou Ma petite pouliche au Québec, Belgique, Tchad et Vanuatu (My Little Pony) est une série télévisée d'animation américaine en 65 épisodes de 13 minutes, créée d'après la génération 1 (1983-1992) des jouets éponymes d'Hasbro et diffusée entre le 15 septembre 1986 et le 23 septembre 1987 en syndication.
En France, la série a été diffusée à partir du 7 janvier 1987 sur TF1 dans l'émission Vitamine, puis au Club Dorothée. Au Québec, elle a été diffusée à la fin des années 1980 à la Télévision de Radio-Canada.

## Synopsis
Les poneys vivent dans un pays merveilleux peuplé de créatures pacifiques. Cependant, ils doivent souvent lutter contre les sorcières, démons, elfes, lutins, dragons et autres créatures maléfiques qui aimeraient bien les réduire en esclavage.

## Fiche technique
- Titre original : My Little Pony
- Titre français : Mon petit poney
- Titre québécois : Ma petite pouliche
- Nombre d'épisodes : 65 (2 saisons)
- Durée : 13 minutes

## Voix

### Voix originales (anglais)
- Skip Hinnant : Narrateur
- Bettina Bush : Megan
- Keri Houlihan : Molly
- Scott Menville : Danny
- Charlie Adler : Spike (Léo)
- Susan Blu : Buttons, Paradise
- Nancy Cartwright : Gusty, Baby Heart Throb, Baby Cuddles, Posey, Truly, Honeysuckle, Surf Rider
- Jeannie Elias : Whizzer, Masquerade, Baby Lickety-Split, Magic Star, Sweet Stuff, Sun Shower
- Ellen Gerstell : Lofty, Locket, Mimic, Scoops
- Katie Leigh : Fizzy, Heart Throb, Lickety-Split, Ribbon, Baby Shady, Baby Gusty, Baby Tiddley-Winks, Water Lily
- Sherry Lynn : Galaxy, Gingerbread, Cherries Jubilee, Baby Half-Note, Baby Ribbon, Baby Sundance
- Sarah Partridge : Wind Whistler
- Russi Taylor : Cupcake, Rosedust, Morning Glory
- B. J. Ward : Surprise, North Star, Peach Blossom, Forget-Me-Not
- Jill Wayne : Baby Lofty, Shady
- Voix aditionelles:  Michael Bell, Joey Camen, Melanie Gaffin, Tress MacNeille, et Frank Welker

### Voix françaises
- Amélie Morin puis Fabienne Guyon : Megan (dialogues et chants)
- Guy Piérauld puis Roger Crouzet : Léo
- Sophie Arthuys : Tanya, divers poneys
- Jackie Berger, Véronique Veran, Catherine Privat, Marie-Françoise Sillière, Françoise Vallon, Joëlle Guigui, Monique Thierry, Marie-Laure Beneston : divers poneys
- Dominique Poulain et Claude Lombard : voix chantées des poneys

Invités : 
- Alain Dorval : Tirak
- Perrette Pradier : Reine Catherine
- Henri Djanik : Scorpion (le serviteur de Tirak)
- Philippe Dumat : Rep (serviteur de Catherine)

## Épisodes

### Hors saison
1. La Grande Évasion du château de minuit [1/2] (Rescue from Midnight Castle [1/2])
2. La Grande Évasion du château de minuit [2/2] (Rescue from Midnight Castle [2/2])
3. Sous l'emprise de Catherine [1/2] (Escape from Catrina [1/2])
4. Sous l'emprise de Catherine [2/2] (Escape from Catrina [2/2])

### Première saison
1. La Fin de Plaisir Vallée [1/10] (The End of Flutter Valley [1/10])
2. La Fin de Plaisir Vallée [2/10] (The End of Flutter Valley [2/10])
3. La Fin de Plaisir Vallée [3/10] (The End of Flutter Valley [3/10])
4. La Fin de Plaisir Vallée [4/10] (The End of Flutter Valley [4/10])
5. La Fin de Plaisir Vallée [5/10] (The End of Flutter Valley [5/10])
6. La Fin de Plaisir Vallée [6/10] (The End of Flutter Valley [6/10])
7. La Fin de Plaisir Vallée [7/10] (The End of Flutter Valley [7/10])
8. La Fin de Plaisir Vallée [8/10] (The End of Flutter Valley [8/10])
9. La Fin de Plaisir Vallée [9/10] (The End of Flutter Valley [9/10])
10. La Fin de Plaisir Vallée [10/10] (The End of Flutter Valley [10/10])
11. Le Fantôme de la maison Paradis [1/4] (The Ghost of Paradise Estate [1/4])
12. Le Fantôme de la maison Paradis [2/4] (The Ghost of Paradise Estate [2/4])
13. Le Fantôme de la maison Paradis [3/4] (The Ghost of Paradise Estate [3/4])
14. Le Fantôme de la maison Paradis [4/4] (The Ghost of Paradise Estate [4/4])
15. La Grande Escapade de l'arc-en-ciel (The Great Rainbow Caper)
16. Le Miroir de la princesse [1/4] (The Glass Princess [1/4])
17. Le Miroir de la princesse [2/4] (The Glass Princess [2/4])
18. Le Miroir de la princesse [3/4] (The Glass Princess [3/4])
19. Le Miroir de la princesse [4/4] (The Glass Princess [4/4])
20. Le Visiteur (Pony Puppy)
21. Les Feux de la rampe [1/4] (Bright Lights [1/4])
22. Les Feux de la rampe [2/4] (Bright Lights [2/4])
23. Les Feux de la rampe [3/4] (Bright Lights [3/4])
24. Les Feux de la rampe [4/4] (Bright Lights [4/4])
25. Gourmande et la Chasse au trésor (Sweet Stuff and the Treasure Hunt)
26. Le Retour de Tambelon [1/4] (The Return of Tambelon [1/4])
27. Le Retour de Tambelon [2/4] (The Return of Tambelon [2/4])
28. Le Retour de Tambelon [3/4] (The Return of Tambelon [3/4])
29. Le Retour de Tambelon [4/4] (The Return of Tambelon [4/4])
30. Quelque chose de magique (Little Piece of Magic)
31. Les Pièces magiques [1/4] (The Magic Coins [1/4])
32. Les Pièces magiques [2/4] (The Magic Coins [2/4])
33. Les Pièces magiques [3/4] (The Magic Coins [3/4])
34. Les Pièces magiques [4/4] (The Magic Coins [4/4])
35. Un drôle de Mic Mac (Mish Mash Melee)
36. Pauvre de moi [1/2] (Woe Is Me [1/2])
37. Pauvre de moi [2/2] (Woe Is Me [2/2])
38. Fleurs en fuite [1/2] (Fugitive Flowers [1/2])
39. Fleurs en fuite [2/2] (Fugitive Flowers [2/2])
40. Curieuse chasse au dragon (Would Be Dragonslayer)
41. Bébé, il fait froid dehors [1/2] (Baby, It's Cold Outside [1/2])
42. Bébé, il fait froid dehors [2/2] (Baby, It's Cold Outside [2/2])
43. Crunch le chien de pierre [1/2] (Crunch the Rockdog [1/2])
44. Crunch le chien de pierre [2/2] (Crunch the Rockdog [2/2])
45. Révolte à la maison Paradis [1/2] (The Revolt of Paradise Estate [1/2])
46. Révolte à la maison Paradis [2/2] (The Revolt of Paradise Estate [2/2])
47. Au-delà de la porte d'Oz [1/2] (Through the Door [1/2])
48. Au-delà de la porte d'Oz [2/2] (Through the Door [2/2])

### Deuxième saison
1. Les Princesses poney cherchent une reine [1/4] (The Quest of the Princess Ponies [1/4])
2. Les Princesses poney cherchent une reine [2/4] (The Quest of the Princess Ponies [2/4])
3. Les Princesses poney cherchent une reine [3/4] (The Quest of the Princess Ponies [3/4])
4. Les Princesses poney cherchent une reine [4/4] (The Quest of the Princess Ponies [4/4])
5. L'Odyssée de Léo (Spike's Search)
6. Quatre fers à cheval en or [1/2] (The Golden Horseshoes [1/2])
7. Quatre fers à cheval en or [2/2] (The Golden Horseshoes [2/2])
8. Le Château dans les nuages [1/2] (Flight to Cloud Castle [1/2])
9. Le Château dans les nuages [2/2] (Flight to Cloud Castle [2/2])
10. La Guerre des deux crèmes (The Ice Cream Wars)
11. Somnambula [1/2] (Somnambula [1/2])
12. Somnambula [2/2] (Somnambula [2/2])
13. Un prince et quelques poneys (The Prince and the Ponies)

## Autour de la série
Cette série était diffusée dans l'émission My Little Pony 'n Friends qui mettait en scène les aventures des jouets créés par Hasbro au nombre desquelles Les Luxioles, Les Potatous et Clair de lune.
Une nouvelle version de cette série intitulée My Little Pony : Les amies, c'est magique a été diffusée sur TiJi et Gulli de 2010 à 2020.

## Produits dérivés

### Film
- Mon petit poney, le film

### Série télévisée
Une série dérivée intitulée My Little Pony Tales a été créée en 1992. Elle est inédite en France.

## Sorties vidéo
- 16 octobre 2007 : Mon petit poney, l'intégrale (DVD)